# Michael Spitz
Michael Spitz SDB (* 8. Oktober 1937 in Gnadenberg bei Neumarkt in der Oberpfalz; † 14. April 2008 in Ensdorf) war ein deutscher Ordenspriester und Religionspädagoge.

## Leben

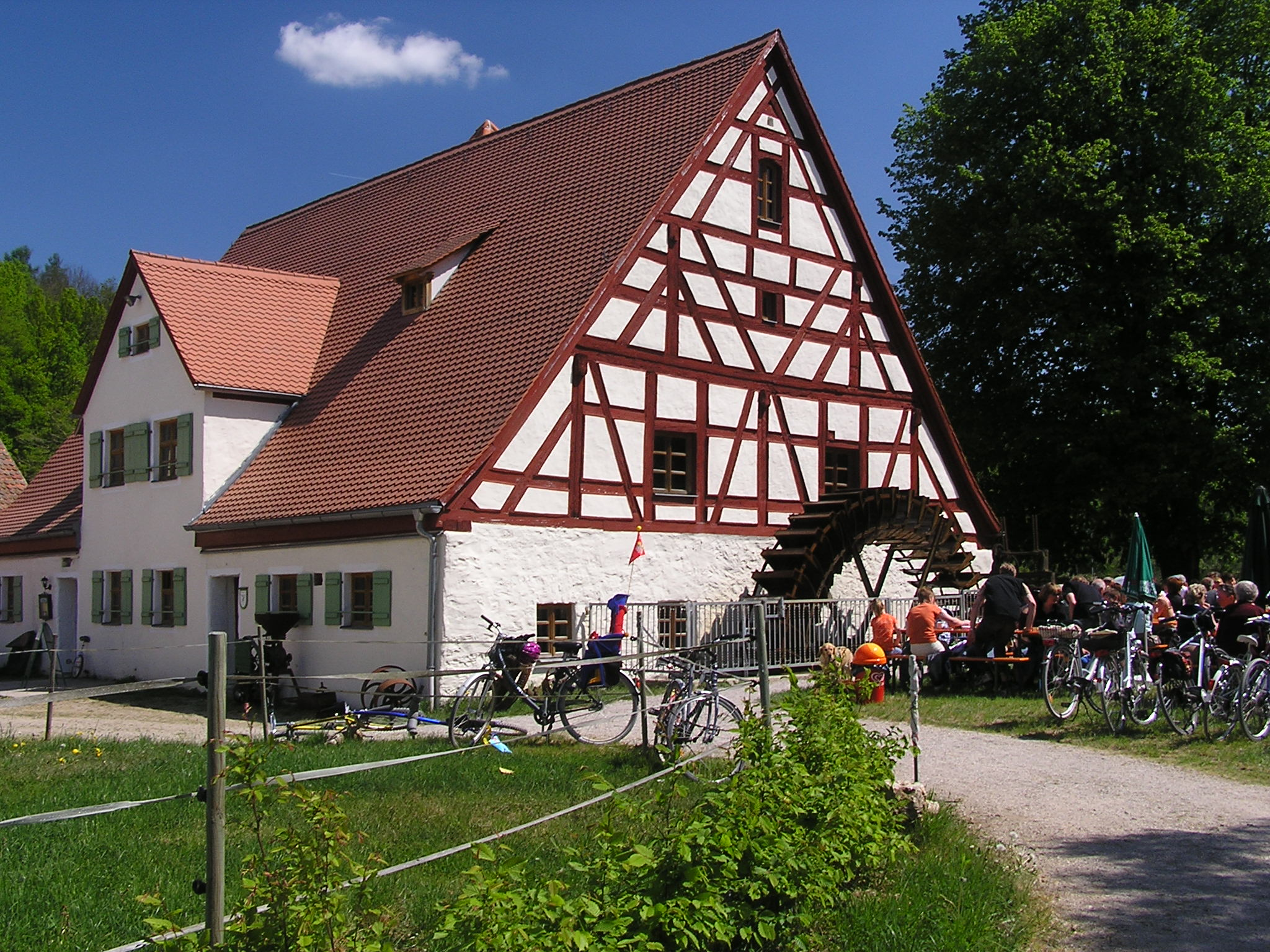
Klostermühle von Gnadenberg

Der Neffe des Eichstätter Exegeten und Homiletikers Josef Kürzinger wuchs gemeinsam mit fünf Geschwistern als Landwirts- und Müllerssohn in der Klostermühle von Gnadenberg auf. Er machte nach seiner Volksschulzeit eine Lehre als Buchbinder im Salesianum in München, die er 1956 erfolgreich abschloss. Anschließend wechselte er ins salesianische Progymnasium nach Buxheim. Er entschloss sich Salesianer Don Boscos zu werden, trat 1960 ins Noviziat in Ensdorf ein und legte dort am 15. August 1961 die ersten Ordensgelübde ab. Nach dem Besuch des Gymnasiums bis 1964, der zweiten Profess im gleichen Jahr und einem pädagogischen Praxiseinsatz in Kempten von 1964 bis 1966 nahm er das Philosophie- und Theologiestudium in Benediktbeuern auf. 1967 legte er die Ewige Profess ab. Das Studienjahr 1967/68 verbrachte er an der Universität Regensburg mit gleichzeitiger Assistenz im dortigen Lehrlingswohnheim. Nach Abschluss der theologischen Studien empfing er am 29. Juni 1971 in Benediktbeuern durch den Augsburger Bischof Josef Stimpfle die Priesterweihe.
Nach erzieherischen Tätigkeiten im St. Josefsheim in Bamberg und als Studienleiter im Schülerheim in Augsburg widmete er sich ab 1973 vertiefenden Studien in Katechetik und Homiletik an der Universität München. 1983 wurde er an der Katholisch-Theologischen Fakultät der Universität Salzburg zum Doktor der Theologie promoviert. Doktorvater war der Religionspädagoge Alfred Läpple. Schon vor 1983 dozierte er an der Ordenshochschule der Salesianer in Benediktbeuern Homiletik und engagierte sich im 1978 gegründeten Jugendpastoralinstitut Don Bosco. Im Rahmen seiner folgenden Tätigkeit als Dozent für Religionspädagogik und Homiletik in Benediktbeuern war er auch Leiter des Instituts für Religionspädagogik sowie des Praktikantenamtes. Gleichzeitig war er jahrelang Pastoralleiter der Benediktbeurer Niederlassung.
Nach seiner Tätigkeit an der Ordenshochschule wechselte er 1991 als Direktor in das Provinzialatshaus in München und blieb dort auch nach Ablauf seiner Amtszeit, dozierte aber auch noch lange in Benediktbeuern weiter und gehörte von 1999 bis 2002 dem Provinzialrat an. Aus gesundheitlichen Gründen lebte er ab 2005 in der Niederlassung der Salesianer Don Boscos im Kloster Ensdorf.

## Veröffentlichungen
- Das Curriculum in der Aufklärungszeit und Gegenwart. Ein Beitrag zur religionspädagischen Diskussion. Sankt Ottilien 1986 (Diss. Salzburg 1983/84)
- (Hrsg.): Don Bosco, einer, der zur Jugend hält. Don-Bosco-Katechesen. München, Don-Bosco-Verlag München 1988